# Chugchilán
Chugchilán, auch San Miguel de Chugchilán, ist eine Ortschaft und eine Parroquia rural („ländliches Kirchspiel“) im Kanton Sigchos der ecuadorianischen Provinz Cotopaxi. Die Parroquia besitzt eine Fläche von 248,75 km². Die Einwohnerzahl lag im Jahr 2010 bei 7811. Für das Jahr 2020 wurde eine Einwohnerzahl von 8285 prognostiziert.

## Lage
Die Parroquia Chugchilán liegt in der Cordillera Occidental im Nordwesten der Provinz Cotopaxi. Das Gebiet liegt in Höhen zwischen 618 m und 3970 m. Der Oberlauf des Río Toachi fließt entlang der östlichen Verwaltungsgrenze nach Norden und entwässert dabei den Osten der Parroquia. An der südöstlichen Verwaltungsgrenze befindet sich der Kratersee Laguna Quilotoa, dessen Nordwesthälfte zum Verwaltungsgebiet gehört. Der Nordwesten wird über den Río Quindigua nach Westen entwässert, der Südwesten über den Río Chiquinquira ebenfalls nach Westen. Im Südwesten der Parroquia erhebt sich der 3970 m hohe Puntusurcu. Der 3200 m hoch gelegene Hauptort Chugchilán befindet sich 11 km südsüdwestlich vom Kantonshauptort Sigchos. Eine 18 km lange Nebenstraße verbindet Chugchilán mit Sigchos. In der Gegenrichtung nach Süden führt die Straße über eine Strecke von 19 km westlich an der Laguna Quilotoa vorbei nach Zumbahua, das an der Fernstraße E30 (Quevedo–Latacunga) liegt.
Die Parroquia Chugchilán grenzt im Westen und im Nordwesten an die Parroquia Guasaganda (Kanton La Maná), im Norden an die Parroquia Sigchos, im Osten an die Parroquia Isinliví, im Südosten an die Parroquias Guangaje und Zumbahua (beide im Kanton Pujilí) sowie im Südwesten an die Parroquia El Tingo (ebenfalls im Kanton Pujilí).

## Orte und Siedlungen
Die Parroquia ist in 31 Comunidades in 4 Zonen gegliedert:
- Zone 1: Pilapuchin, Chaupi, Guayama Grande, Jataló und Guayama San Pedro.
- Zone 2: La Moya, Cuisana, Shiñacunga, Cóndor Ucto, Moreta und Tunducto.
- Zone 3: Sigue, Itupungo, Guantug, Chasualo, Itualo, Chinalo Bajo, Chinalo Sector 1, Guasumbini Chico, El Rodeo, Chinalo Alto, Amanta, Yacuchaqui und Chugchilán Centro.
- Zone 4: Sarahuasi, Tilinche, Guarumal, Galápagos, Aza Cruz, Yana Yacu, Fátima und Tilipulo San Pedro.

## Bevölkerung
Die Bevölkerung besteht aus der indigenen Volksgruppe der Kichwa und aus Mestizen.

## Geschichte
Die Parroquia Chugchilán wurde am 29. September 1861 gegründet (fecha de creación). Die Parroquia gehört somit zu den ältesten der Provinz Cotopaxi. 1992 wurde der die Parroquia Chugchilán Teil des neu geschaffenen Kantons Sigchos. Davor gehörte sie zum Kanton Pujilí. 

## Ökologie
Der Osten der Parroquia liegt innerhalb der Reserva Ecológica Los Ilinizas.